# Jaume Gómez i Puig
Jaume Gómez i Puig   (Sant Pere de Ribes, 7 d'abril de 1919 - Sant Pere de Ribes, 9 de gener de 2003) fou un fotògraf, poeta i professor de català de Sant Pere de Ribes, el Garraf.

## Joventut
Nascut a Sant Pere de Ribes el 1919, va quedar orfe de ben petit. Va estudiar a les "Escoles Nacionals" i posteriorment entrà com a aspirant dels Fills de la Sagrada Família, on s'hi va estar fins a la Guerra Civil espanyola. L'esclat de la guerra el va agafar en un convent a Mosqueroles i d'allà va marxar a peu cap a Vic, abans d'anar a Barcelona i tornar a casa seva, a Ribes. Va treballar de paleta i forner abans de ser cridat a files. Granollers, Barcelona, Vandellòs, Tivissa i el front de l'Ebre van ser les seves destinacions. En acabar la guerra fou empresonat durant una setmana a Vilanova i la Geltrú i en va sortir lliure gràcies a les gestions fetes per Mercè Cuadras.
Tres mesos més tard fou cridat per fer el servei militar, que duraria tres anys. Va estar a l'Aragó, Euskadi i Madrid, on fou assistent d'un capellà gallec i aprofità les moltes hores lliures que tenia per estudiar a la Biblioteca Nacional. Un cop finalitzada la mili entrà a treballar en una petita empresa tèxtil de Sant Pere de Ribes.

## Activista cultural
Ben aviat col·laborà amb joves que s'apleguen sota el nom Fe, art i esplai, FAE. És un grup clandestí que treballa per restablir una cultura plural i ricam treballant a favor del català. Són anys amb una extensa producció literària que el durà a conrear la crítica literària, el comentari pessebrístic, el reportatge periodístic i a col·laborar amb les publicacions dirigides per Pere Carbonell i Grau. El 1945 va rebre un premi literari en un certamen literari organitzat a Vilanova i la Geltrú.
El 1946 inicià les caminades a peu des de Ribes fins a Montserrat.
El 1947 inicià les classes de català al Centre Parroquial, unes classes que va continuar fent en diferents entitats del poble fins a la normalització del seu ensenyament, a començament de la dècada de 1980. Mai ningú li ensenyà la gramàtica, la va aprendre de manera autodidacta.
Va actuar en els Pastorets al Centre Parroquial i inicià les seves col·laboracions amb la Festa Major de Sant Pere de Ribes. Seu és el primer text en català al programa de festes des de la fi de la Guerra Civil.

## Fotògraf i poeta
El 1944 en Jaume comença a fer les primeres fotografies amb una petita càmera Kodak, en un temps en què al poble sols hi havia dues persones més que tinguessin càmera. Posteriorment es comprà una càmera Agfa. Primer va fer fotografies als cercles més íntims i no fou fins als anys 50 quan en faci a tot el poble, recopilant vivències de la vida quotidiana, les festes, riuades, nevades...
Com a poeta començà a publicar les primeres poesies a començament de la dècada de 1940 en petites publicacions de caràcter local com Full setmanal. Periòdic de comentari i gasetilles o Alè. Dins la seva poesia s'hi troben diferents temàtiques principals, com ara les de caràcter religiós, el paisatge i les sensacions que aquest li provoquen, l'amistat i els de caràcter folklòric. En aquest darrer punt destaca la notable producció de caramelles i versos del ball de diables.

## Darrers anys
En Jaume Gómez morí el 9 de gener de 2003.

## Homenatges
L'11 de juny de 2004 l'Ajuntament de Sant Pere de Ribes li dedicà una plaça en una zona de nova urbanització. Des del 2013 Fem Ribes organitza el Concurs de Fotografia Jaume Gómez .